# Краснострелецкий
Краснострелецкий — хутор в Ленинградском районе Краснодарского края.
Входит в состав Ленинградского сельского поселения.

## География

### Улицы
- ул. Дружбы,
- ул. Образцовая,
- ул. Партизанская.

## Население
| 2002 | 2010 |
| ---- | ---- |
| 233  | ↘170 |